# Sant'Eustachio (Dürer)
Sant'Eustachio è un'incisione (35,5x25,9 cm) di Albrecht Dürer, databile al 1501 circa. Delle varie copie superstiti, una delle migliori si trova nel Fogg Art Museum di Cambridge (Massachusetts).

## Descrizione e stile
Sant'Eustachio fu un soldato romano che, secondo la leggenda, durante una battuta di caccia in un bosco ebbe la visione di un crocifisso tra le corna di un cervo a cui stava dando la caccia. Dürer lo rappresentò come un cavaliere che, colpito dall'improvvisa visione del cervo in secondo piano, si inginocchia stupefatto lasciando temporaneamente il cavallo e i levrieri liberi, che occupano il primo piano. Lo spostamento dell'azione principale in secondo piano conduce l'occhio dello spettatore in profondità, attraverso gli alberi (descritti così realisticamente), fino al castello sulla rocca che domina il paesaggio. 
La composizione è estremamente ricca di particolari disseminati nel paesaggio, riuscendo a risultare al tempo stesso monumentale e fiabesca.